# Bélmegyeri Fás-puszta
Bélmegyeri Fás-puszta este o arie protejată (arie specială de conservare — SAC, sit de importanță comunitară — SCI) din Ungaria întinsă pe o suprafață de 652,46 ha, integral pe uscat.

## Localizare
Centrul sitului Bélmegyeri Fás-puszta este situat la coordonatele 46°53′46″N 21°10′21″E / 46.896111°N 21.1725°E.

## Înființare
Situl Bélmegyeri Fás-puszta a fost declarat sit de importanță comunitară în mai 2004 pentru a proteja 1 specie de plante și 15 specii de animale. Situl a fost protejat și ca arie specială de conservare în februarie 2010.

## Biodiversitate
Situată în ecoregiunea panonică, aria protejată conține 4 habitate naturale: Păduri stepice euro-siberiene cu Quercus spp., Pajiști stepice panonice pe loess, Stepe și mlaștini sărate panonice, Păduri mixte riverane de Quercus robur, Ulmus laevis și Ulmus minor, Fraxinus excelsior sau Fraxinus angustifolia, de-a lungul marilor râuri (Ulmenion minoris).
La baza desemnării sitului se află mai multe specii protejate:
- plante (1): Cirsium brachycephalum
- amfibieni (1): buhai de baltă cu burta roșie (Bombina bombina)
- mamifere (6): liliac cârn (Barbastella barbastellus), liliac cu urechi mari (Myotis bechsteinii), liliac cu urechi de șoarece (Myotis blythii), liliac de iaz (Myotis dasycneme), liliac cărămiziu (Myotis emarginatus), liliac comun (Myotis myotis)
- nevertebrate (8): Bolbelasmus unicornis, croitorul mare al stejarului (Cerambyx cerdo), Cucujus cinnaberinus, orthosia schmidtii (Dioszeghyana schmidtii), fluturele de noapte (Eriogaster catax), Gortyna borelii lunata, rădașcă (Lucanus cervus), fluturele purpuriu (Lycaena dispar)

Pe lângă speciile protejate, pe teritoriul sitului au mai fost identificate 5 specii de plante, 1 specie de amfibieni, 2 specii de mamifere, 1 specie de nevertebrate, 1 specie de reptile.